# Prevrač
Prevrač är ett samhälle i Bosnien och Hercegovina.   Det ligger i entiteten Republika Srpska, i den sydöstra delen av landet, 50 km sydost om huvudstaden Sarajevo. Prevrač ligger 689 meter över havet och antalet invånare är 215.
Terrängen runt Prevrač är kuperad åt nordväst, men åt sydost är den bergig. Närmaste större samhälle är Foča, 2,9 km sydväst om Prevrač. 
I omgivningarna runt Prevrač växer i huvudsak blandskog. Runt Prevrač är det ganska tätbefolkat, med 67 invånare per kvadratkilometer.